# آرثر دبليو. ساها
آرثر دبليو. ساها (بالإنجليزية: Arthur W. Saha)‏ (31 أكتوبر 1923 - 19 نوفمبر 1999)؛ روائي أمريكي. درس في جامعة كولومبيا.